# Narcís Pla i Carreras
Narcís Pla i Carreras   (Barcelona, 27 de maig de 1898 - Barcelona, febrer 1984) fou un advocat i polític català, diputat a les Corts Espanyoles durant la restauració borbònica.

## Biografia
Era fill de Narcís Pla i Deniel i de Rosa Carreras i Vilaró, i nebot de l'arquebisbe Enric Pla i Deniel. Fou regidor a l'Ajuntament de Barcelona i també diputat a Corts. Militant com el seu pare de la Lliga Regionalista, a les eleccions generals espanyoles de 1923 aconseguí l'escó del districte de Vilademuls.